# L'allegro pirata
L'allegro pirata, anche noto come Pirata Pop-Pop, Pirata Pop-Up e Il gioco del pirata, nome originale Kurohige kiki ippatsu (黒ひげ危機一発? "Barbanera in pericolo critico"), è un giocattolo per bambini prodotto dalla casa giapponese Tomy.

## Caratteristiche
Il gioco, realizzato prevalentemente in plastica, è costituito da una botte all'interno della quale è posizionato un pirata, che sporge con la testa. Sulla superficie della botte si aprono un certo numero di fessure, nelle quali i giocatori infilano a turno piccole spade. Un meccanismo interno alla botte fa sì che infilando una spada in una particolare fessura (variabile da partita a partita) il pirata salti fuori dalla botte, spinto da una molla. Il giocatore che fa saltare il pirata fuori dalla botte perde la partita.

## Storia
nella botte è al sicuro

Schizza come un siluro

se gli buchi il popò»
(Jingle promozionale della versione Giochi Preziosi)
Del gioco sono state realizzate negli anni numerose versioni, in genere non distribuite in Italia, in cui il pirata originale viene sostituito da altri personaggi, come Dart Fener o Mario. Fra le versioni più recenti si possono citare quella ispirata alla serie di film dei Pirati dei Caraibi (in cui il pirata ha l'aspetto del capitano Jack Sparrow) e un hub USB con la forma del giocattolo originale.